# Assembleia Legislativa do Espírito Santo
A Assembleia Legislativa do Estado do Espírito Santo é o órgão de poder legislativo do estado de Espírito Santo, exercido através dos deputados estaduais. Localizada no Palácio Domingos Martins, Avenida Américo Buaiz, 205, Praia do Suá, em Vitória, capital do Estado. Conta com 30 deputados estaduais e seu presidente é eleito a cada dois anos. 

## Mesa Diretora (2023 - 2025)
A Mesa Diretora eleita para o biênio 2023-2025 é a seguinteː
| Cargo                                 | Nome              | Partido      |
| ------------------------------------- | ----------------- | ------------ |
| Presidente                            | Marcelo Santos    | PODE         |
| 1º Vice-Presidente                    | Hudson Leal       | Republicanos |
| 2º Vice-Presidente                    | Danielo Bahiense  | PL           |
| 1ª Secretário                         | João Coser        | PT           |
| 2º Secretário                         | Janete de Sá      | PSB          |
| 3ª Secretária                         | Sérgio Meneguelli | Republicanos |
| 4º Secretário                         | Adilson Espíndula | PDT          |
| Presidente da Corregedoria-geral      |                   |              |
| Vice-presidente da Corregedoria-geral |                   |              |

## Deputados (2023 - 2027)
Os deputados eleitos nas eleições de 2022 para representar as 30 cadeiras da Assembleia Legislativa do Espírito Santo foramː
| Deputados federais eleitos | Partido      | Votação | Percentual | Cidade onde nasceu      | Unidade federativa |
| Sérgio Meneguelli          | Republicanos | 138.523 | 6,60%      | Colatina                | Espírito Santo     |
| Capitão Assumção           | PL           | 98.669  | 4,70%      | Vila Velha              | Espírito Santo     |
| João Coser                 | PT           | 58.279  | 2,78%      | Santa Teresa            | Espírito Santo     |
| Camila Valadão             | PSOL         | 52.221  | 2,49%      | Serra                   | Espírito Santo     |
| Marcelo Santos             | PODE         | 41.627  | 1,98%      | Vitória                 | Espírito Santo     |
| Iriny Lopes                | PT           | 36.720  | 1,75%      | Lavras                  | Minas Gerais       |
| Tyago Hoffmann             | PSB          | 32.123  | 1,53%      | Guarapari               | Espírito Santo     |
| Dr. Bruno Resende          | UNIÃO        | 31.897  | 1,52%      | Cachoeiro de Itapemirim | Espírito Santo     |
| Lucas Polese               | PL           | 29.490  | 1,41%      | Colatina                | Espírito Santo     |
| Vandinho Leite             | PSDB         | 29.156  | 1,39%      | Aimorés                 | Minas Gerais       |
| Lucas Scaramussa           | PODE         | 26.720  | 1,27%      | Linhares                | Espírito Santo     |
| Raquel Lessa               | PP           | 26.439  | 1,26%      | Pancas                  | Espírito Santo     |
| Denninho Silva             | UNIÃO        | 25.986  | 1,24%      | João Pessoa             | Paraíba            |
| Janete de Sá               | PSB          | 25.846  | 1,23%      | Vitória                 | Espírito Santo     |
| Delegado Danilo Bahiense   | PL           | 24.970  | 1,19%      | Vila Velha              | Espírito Santo     |
| Pablo Muribeca             | Patriota     | 24.555  | 1,17%      | Vitória                 | Espírito Santo     |
| Adilson Espindula          | PDT          | 22.278  | 1,06%      | Vitória                 | Espírito Santo     |
| Theodorico Ferraço         | PP           | 20.888  | 1,00%      | Cachoeiro de Itapemirim | Espírito Santo     |
| Hudson Leal                | Republicanos | 20.804  | 0,99%      | Vitória                 | Espírito Santo     |
| Mazinho dos Anjos          | PSDB         | 20.731  | 0,99%      | Vitória                 | Espírito Santo     |
| Alexandre Xambinho         | PODE         | 20.722  | 0,99%      | Vitória                 | Espírito Santo     |
| José Esmeraldo             | PDT          | 20.219  | 0,96%      | Cariacica               | Espírito Santo     |
| Dary Paging                | PSB          | 18.721  | 0,89%      | Baixo Guandu            | Espírito Santo     |
| Fabrício Gandini           | PSD          | 16.948  | 0,81%      | Vitória                 | Espírito Santo     |
| Callegari                  | PL           | 16.842  | 0,80%      | São Paulo               | São Paulo          |
| Zé Pedro                   | PL           | 15.901  | 0,76%      | Aimorés                 | Minas Gerais       |
| Alcântaro                  | Republicanos | 15.742  | 0,75%      | Aracruz                 | Espírito Santo     |
| Allan Ferreira             | PODE         | 15.185  | 0,72%      | Cachoeiro de Itapemirim | Espírito Santo     |
| Bispo Alves                | Republicanos | 14.474  | 0,69%      | Muribeca                | Sergipe            |
| Coronel Weliton            | PTB          | 12.176  | 0,58%      | Serra                   | Espírito Santo     |

## Comissões Permanentes
- Comissão de Agricultura, de Silvicultura, de Aquicultura e Pesca, de Abastecimento e de Reforma Agrária
- Comissão de Assistência Social, Socioeducação, Segurança Alimentar e Nutricional
- Comissão de Ciência, Tecnologia, Minas e Energia
- Comissão de Constituição e Justiça, Serviço Público e Redação
- Comissão de Cooperativismo
- Comissão de Cultura e Comunicação Social
- Comissão de Defesa da Cidadania e dos Direitos Humanos
- Comissão de Defesa do Consumidor e do Contribuinte
- Comissão de Educação
- Comissão de Finanças, Economia, Orçamento, Fiscalização, Controle e Tomada de Contas
- Comissão de Infraestrutura, de Desenvolvimento Urbano e Regional, de Mobilidade Urbana e de Logística
- Comissão de Proteção à Criança e ao Adolescente e de Política sobre Drogas
- Comissão de Proteção ao Meio Ambiente e aos Animais
- Comissão de Saúde e Saneamento
- Comissão de Segurança e Combate ao Crime Organizado
- Comissão de Turismo e Desporto

## História

### Período Monárquico
O Parlamento capixaba é criado em 3 de outubro de 1834, por determinação do Ato Adicional à Constituição imperial de fevereiro de 1824, e instalado em 1º de fevereiro de 1835. Nessa época, todas as províncias do Brasil criam seus respectivos parlamentos.
Até então, há o Conselho Provincial, que é extinto pelo mesmo Ato Adicional de 1824, expedido pela Regência. As Assembleias Legislativas passam a ter maior autonomia que os antigos Conselhos, fato que amplia os poderes provinciais. Uma vitória da tendência liberal contra os conservadores em direção à construção de uma república federativa em substituição à monarquia.
O primeiro presidente eleito para dirigir a Assembleia Legislativa da Província do Espírito Santo é o padre João Clímaco de Alvarenga Rangel. A consolidada influência do clero na sociedade brasileira e sobre o Estado aparece claramente na Assembleia capixaba, numa época em que não existem partidos políticos como hoje os conhecemos. O poder da Igreja Católica revela-se na escolha do primeiro presidente da Assembleia – um padre –, que já havia presidido as duas sessões preparatórias nos dias 30 e 31 de janeiro de 1835. O vice-presidente é outro religioso, o padre Manoel D’Assunção Pereira.
Por causa da reverência devida ao imperador do Brasil, há um ritual a ser cumprido ao abrir a sessão de instalação do ano legislativo, segundo o regimento interno. “Imediatamente que entrar o presidente da província, correrá o porteiro da Casa a cortina do retrato do Imperador. Toda a Assembleia tomará assento; os espectadores ficarão de pé enquanto o retrato do imperador estiver patente [a vista]”. O retrato do imperador só é coberto quando o presidente da província sai do recinto da Assembleia. Assim, o público pode, então, voltar a sentar-se. A Assembleia funciona durante dois meses ao ano apenas.

#### Conselhos Gerais Provinciais
O centralismo do Império, interferindo em todas as ações das províncias, é revelado pela frustração do Conselho Geral Provincial, órgão de seis membros que assiste o Executivo capixaba. O Conselho decide atos administrativos que têm de ser submetidos à Câmara dos Deputados, no Rio de Janeiro. É o que ocorre em 1833 quando o Conselho solicita autorização à Câmara para contratar um médico para Vitória, verba para iluminação, subvenção para a Santa Casa de Misericórdia, entre outras solicitações. Nada é aprovado. A Câmara dos Deputados ainda registra seu estranhamento pelo fato de o Conselho, sem autorização prévia, elevar à condição de vila a Freguesia de Serra.
Até fevereiro de 1821 – quando passa a receber a denominação de província –, o Espírito Santo é uma Capitania como todas as outras, devendo obediência direta a Portugal. A partir de 1808, com a vinda de D. João VI, fica subordinada diretamente à Corte do Rio de Janeiro. D. João VI volta a Portugal em abril de 1821. O Império do Brasil passa a ser regido por uma Constituição elaborada em Lisboa, pelo Reino de Portugal, em 1821. As províncias são então governadas pelas Juntas Provisórias de Governo. Vem a Independência de 1822 e D. Pedro I, em 1824, outorga a nova Constituição. Com a nova Carta, as Juntas são substituídas pelos Conselhos Gerais Provinciais que, por sua vez, são substituídas pelas Assembleias Provinciais, em 1834.

#### Influência da Igreja
A religião Católica Apostólica Romana é a religião do Império do Brasil, de acordo com o artigo 4º da Constituição de 1824, sendo que todas as outras religiões “serão permitidas com seu culto doméstico, ou particular em casas para isso destinadas, sem forma alguma exterior de Templo”. Há o instituto do padroado, no qual o imperador tem o poder de intervir nas nomeações dos bispos e de outros cargos eclesiásticos, bem como a prerrogativa de decidir sobre as decisões dos tribunais Eclesiásticos. Ou seja, há total sintonia política e institucional entre o Império e a Igreja Católica.
Além de João Clímaco de Alvarenga Rangel, há mais outros três padres escolhidos parlamentares: padre João Luiz da Fraga Loureiro, padre Ignácio Félis de Alvarenga Sales e padre Francisco Ribeiro Pinto.
Na segunda sessão preparatória, em 31 de janeiro de 1835, os deputados vão à Igreja Matriz prestar o juramento sob o canto da “Veni Sancte Spiritus”. O presidente da Assembleia coloca a mão direita sobre o Evangelho e repete em voz alta a palavra lida pelo secretário: “Juro aos santos evangelhos manter a religião Católica, Apostólica, Romana, e promover fielmente quanto a mim couber o bem geral desta província do Espírito Santo, dentro dos limites marcados na Constituição do Império e lei de sua reforma: Assim, Deus me ajude”. Por sua vez, os deputados apenas repetiam, dois a dois, com as mãos sobre o livro sagrado: “Assim juro”.
Outros 15 deputados compõem a primeira legislatura capixaba no Império: Luís da Silva Alves de Azambuja Suzano, Francisco Pinto Homem de Azevedo, Manoel da Silva Maya, José de Barros Pimentel, Manoel de Moraes Coutinho, Dionísio Álvaro Rozendo, José Francisco de Andrade e Almeida Monjardim, Manoel Pinto Rangel e Silva, Joaquim da Silva Caldas, Manoel de Siqueira e Sá Júnior, Miguel Rodrigues Batalha, Sebastião Vieira Machado, Ayres Vieira de Albuquerque Tovar, João Nepomuceno Gome Bittencourt e Inácio Pereira Duarte Carneiro. 

#### Abolicionistas
A ECONOMIA NO PERÍODO MONÁRQUICO era assentada no trabalho escravo. A consequência foi a resistência e a luta dos negros pela liberdade. A 19 de março de 1849, na Freguesia do Queimado – à época pertencente a Vitória, e hoje parte do município da Serra –, estoura uma rebelião de cerca de 200 escravos. Segundo os documentos, trata-se da primeira revolta planejada pelos negros na província. No auge dos dois dias de revolta, alguns senhores de escravos, em suas fazendas, são obrigados a assinar carta de alforria, libertar os negros e entregar as armas.
A rebelião, aquilo que passa a ser conhecido como a Revolta do Queimado, é prontamente reprimida e cinco de seus líderes condenados à forca. Chico Prego e João da Viúva são executados. Os outros três fogem. Entre eles, Elisiário, mentor da revolta, e Caudilho Negro. Além da forca, há condenações de açoitamento, entre 300 a mil chibatadas, no Pelourinho do Cais do Porto.
Em consequência da Revolta de Queimado, a Assembleia autoriza o Executivo despender recursos para o restabelecimento da tranquilidade. Em sessão de 22 de março, ainda no calor dos acontecimentos, o deputado João Luiz da Fraga Loureiro declara o seu afastamento por duas sessões “por julgar de absoluta necessidade sua presença com a família e a de seus escravos na fazenda de Carapina, por ser crítico o estado de coisas originado pela insurreição que rebentou em Queimado”.
A Assembleia se encarrega de tomar medidas preventivas e aprovar algumas proibições à população, principalmente aos escravos. A Lei nº 6 desse ano, proíbe as Câmaras Municipais de concederem licenças para a venda indiscriminada de armas, chumbo e balas. Outra lei, a de nº 10, determina “que nenhum escravo poderá andar pelas ruas da vila com armas de fogo sob pena de cinquenta açoites, nem com qualquer instrumento cortante, perfurante ou contundente sob pena de vinte e cinco açoites além das marcada pelo código”. Os cuidados da lei se estendem também aos ferreiros e comerciantes proibindo-se a fabricação de armas contundente e venda de facas de ponta. Para se consertar armas de fogo, tinha de ter licença do delegado de polícia.
Em que pese todos os cuidados do Executivo, da Assembleia e dos senhores de escravo, o quilombos resistem e crescem. Segundo os relatos, a lavoura encontra-se em situação difícil por falta de mão de obra, os senhores cuidam de recuperar seus investimentos – os escravos – pela força policial. Mas a força nem sempre funciona. Há alguma proteção de parte da população e da própria guerrilha oficial que, segundo declarações oficiais, avisa aos escravos o dia da batida no quilombo.
No País, a década de 1860 é marcada por forte movimento de advogados junto aos tribunais, exigindo o cumprimento de uma lei de 7 de novembro de 1831, a Lei Feijó, nunca aplicada, e tampouco revogada. O texto determina que todos os africanos trazidos a partir daquela data, devem ser considerados livres, visto que se trata de comércio ilegal. Mas não há fiscalização para o cumprimento de tal lei.
Reflexos de novos ares políticos no Império do Brasil, na província do Espírito Santo, em 1869, é fundada a Sociedade Abolicionista da Escravatura do Espírito Santo, instalada em Vitória a 17 de outubro. Outras associações são criadas pelos intelectuais capixabas, entre elas: a Sociedade Libertadora Domingos Martins, o Clube Abolicionista João Clímaco, a Sociedade Libertadora São Benedito do Rosário, a Sociedade Libertadora Beneficente Libertadora Rosariense, a Emancipadora Primeiro de Janeiro. Há também grande profusão de jornais na província em defesa da causa abolicionista.
Nesse contexto, em 1871, é relatado e elogiado em Plenário da Assembleia o exemplo dado pelo provincial dos Franciscanos, frei João do Amor Divino Costa, por ocasião da festa de Nossa Senhora da Penha: “no ofertório da missa, foi lida pelo presbítero assistente e guardião do Convento Santo Antônio, do Rio de Janeiro, que presidia a cerimônia, a ata da resolução expedida pela Ordem”, ao declarar livre o ventre de todas as escravas dos Conventos Franciscanos da Província, inclusive as do Convento de Nossa Senhora da Penha, nesta província. Os beneficiados são quatro meninas e três meninos, e ainda três mulheres e um homem que serviam no Convento em “atenção a seus serviços e idade”. A Lei do Ventre Livre começara a vigorar naquele mesmo ano, pela qual o filho de escravo nascido a partir daquela data não seria submetido ao trabalho escravo. 

#### Republicanos
AS IDEIAS REPUBLICANAS CIRCULAVAM na colônia desde antes da vinda de dom João VI. No período monárquico, ganharam força. Na província capixaba, em 1887, é fundado o primeiro Clube Republicano, em Cachoeiro do Itapemirim, por obra de Bernardo Horta de Araújo, Antônio Gomes Aguirre, Joaquim Pires de Amorim e Afonso Cláudio de Freitas Rosa. Há o jornal “O Cachoeirano”, de Cachoeiro de Itapemirim, “A Tribuna”, de Anchieta, e vários clubes republicanos espalhados pela província. 
O movimento republicano ganha força significativa com o apoio da elite agrária escravocrata que havia sido derrotada pela monarquia com o advento da Lei Áurea, em 1888. Segundo Boris Fausto – citado na obra Todas as Constituições Brasileiras, edição comentada, de Alexandre Sanches Cunha –, os proprietários rurais se ressentem da política de D. Pedro II em abolir gradativamente o sistema escravista, fazendo com que a Monarquia perca um de seus principais aliados. A oligarquia é destituída, sem indenização, da propriedade privada do negro e de sua mão de obra escrava, atingindo diretamente a produção e a riqueza cafeeira no sul da província, principalmente. Os fazendeiros, os verdadeiros dirigentes políticos locais, se ressentem da obra de Princesa Isabel e passam para o lado republicano, acelerando o final da Monarquia.
O primeiro congresso republicano provincial do Espírito Santo acontece em setembro, quatro meses depois da Lei Áurea, em Cachoeiro do Itapemirim. Pelo partido, sai candidato a deputado Bernardo Horta, eleito para disputar uma das duas vagas capixabas na Parlamento Nacional no pleito de agosto de 1889.
Com a república, desaparecem formalmente os partidos Liberal e Conservador. O Partido Republicano racha na primeira reunião do novo período, realizada em maio de 1890, com representantes de vinte cidades capixabas. Uma ala dissidente, liderada pelo ex-abolicionista Antônio Gomes Aguirre, que diverge do atual Executivo provincial, se junta ao barão de Monjardim e Aristides Freire, chefes dos dois antigos partidos monárquicos, Liberal e Conservador, respectivamente. Estes fundam a União Republicana Espírito-Santense, representando os interesses dos grandes fazendeiros de café. A outra ala, liderada por José de Melo Carvalho Muniz Freire, liberal radical durante a Monarquia e, posteriormente, republicana, funda o Partido Republicano Construtor, representando os interesses do comércio exportador, sediado na capital capixaba.

## Todos os presidentes da Assembleia Legislativa

### Período Monárquico
1. João Clímaco de Alvarenga Rangel, padre (1835)[9]
2. João Luiz da Fraga Loureiro, padre (1836)
3. João Luiz da Fraga Loureiro, padre (1837, 1ª MESA)
4. Manoel Antônio dos Santos Ribeiro, padre (1837, 2ª MESA)
5. João Luiz da Fraga Loureiro, padre (1838/1839)
6. Francisco Antunes Siqueira (1840)
7. Manoel Antônio dos Santos Ribeiro, padre (1841)
8. Francisco Jorge Monteiro (1842)
9. José da Silva Vieira Rios (1843)
10. Joaquim Marcelino da Silva Lima (1844)
11. José da Silva Vieira Rios (1845)
12. Ignácio Rodrigues Bermude (1846, 1ª MESA)
13. José da Silva Vieira Rios (1846, 2ª MESA E 1847/1848/1849)
14. Manoel Antônio dos Santos Ribeiro, padre (1850)
15. José Francisco de Andrade e Almeida Monjardim (1851)
16. Ignácio Rodrigues Bermude (1852)
17. Joaquim Marcelino da Silva Lima (1853)
18. José Francisco de Andrade e Almeida Monjardim (1854/1855)
19. Ignácio Rodrigues Bermude (1856/1857)
20. Joaquim de Santa Maria Madalena Duarte (1858/1859)
21. José Camilo Ferreira Rebello (1860/1861/1862/1863)
22. José Francisco de Andrade e Almeida Monjardim (1864, 1ª MESA)
23. João Ferreira Lopes Wanzeller (1864, 2ª MESA)
24. José Francisco de Andrade e Almeida Monjardim (1865/1866/1867/1868/1869)
25. Manoel Ribeiro Coutinho Mascarenhas (1870)
26. Dionízio Álvaro Rozendo (1871)
27. José Camilo Ferreira Rebello (1872/1873/1874/1875)
28. Manoel Ribeiro Coutinho Mascarenhas (1876/1877)
29. José Francisco de Andrade e Almeida Monjardim (1878, 1ª MESA)
30. Leopoldo Augusto Deocleciano Mello e Cunha (1878, 2ª MESA)
31. José Francisco de Andrade e Almeida Monjardim (1879)
32. Leopoldo Augusto Deocleciano Mello e Cunha (1880/1881)
33. José Feliciano Horta de Araújo (1882/1883/1884/1885)
34. Manoel Ferreira de Paiva (1886/1887/1888/1889)

- FONTE: História do Poder Legislativo do Espírito Santo - 1835-1889.[9]

### Período Republicano
1. Manoel Ferreira de Paiva (1890)[9]
2. José Feliciano Horta de Araújo (1891)
3. Cleto Nunes (1892/1893)
4. Henrique Coutinho (1894/1896)
5. Augusto Calmon Nogueira da Gama (1897/1904)
6. Silvino de Faria (1905)
7. Eurípedes Pedrinha (1906)
8. Augusto Calmon Nogueira da Gama (1907 até 24/09/1908)
9. Paulo Júlio de Mello (a partir de 25/09/1908 a 1909)
10. Júlio Pereira (1910/1911)
11. Antônio de Souza Monteiro (1912 até setembro de 1913)
12. Jerônimo de Souza Monteiro (a partir de outubro de 1913 a 1915)
13. Júlio Pereira Leite (1915)
14. Geraldo A. Vianna (até 15/10/1916)
15. Marcílio de Lacerda (a partir de 16/10/1916 a 1918)
16. Etienne Dessaune (1918)
17. Geraldo A. Vianna (1919)
18. Alarico de Freitas (1920/1925)
19. Henrique Augusto Vanderley (1925/1927)
20. Xenócrates João C. de Aguiar (1927/1929)
21. Antônio Francisco de Athayde (1930) Obs.: A Assembleia não funcionou no período de 1931 a 1934
22. Carlos Marciano de Medeiros (1935 ATÉ JUNHO DE 1936)
23. Cristiano Vieira de Andrade (A PARTIR DE JULHO DE 1936 A JUNHO DE 1937)
24. Astholfo Corrêa de Lima (A PARTIR DE JULHO DE 1937) Obs.: Período do Estado Novo: 1937-1945, A Assembleia permaneceu fechada.
25. Waldemar Mendes de Andrade (1947)
26. Lauro Ferreira da Silva Pinto (1948)
27. Adalberto Stange Júnior (1949)
28. Jefferson de Aguiar (1950/1955)
29. Ely Junqueira (1955)
30. José Rodrigues de Oliveira (1956)
31. Arsílio Caiado Ferreira (1957)
32. Eurico Rezende (1958)
33. Arsílio Caiado Ferreira (1959)
34. Christiano Dias lopes Filho (1960)
35. Mario Gurgel (1961)
36. Helsio Pinheiro Cordeiro (1962/1964)
37. Adalberto Simão Nader (1964/1966)
38. José Moraes (1966/1968)
39. Henrique Pretti (1969)
40. Hilário Toniato (1970)
41. Emir de Macedo Gomes (1971/1973)
42. Lúcio Merçon (1973/1975)
43. José Luiz Claudio Corrêa (1975/1977)
44. Pedro Leal (1977/1979)
45. Edson Machado (1979/1981)
46. Vicente Silveira (1981/1983)
47. Dilton Lyrio Neto (1983/1985)
48. Hugo Borges (1985/1987)
49. Dilton Lyrio Neto (1987/1989)
50. Alcino Santos (1989/1991)
51. Valci Ferreira (1991/1993)
52. Marcos Madureira (1993/1995)
53. Ricardo Ferraço (1995/1997)
54. José Carlos Gratz (1997/1999)
55. José Carlos Gratz (1999/2001)
56. José Carlos Gratz (2001/2003)
57. Cláudio Vereza (2003/2005)
58. César Colnago (2005/2007)
59. Guerino Zanon (2007/2009)
60. Luiza Toledo (2009/2009)
61. Elcio Alvares (2009/2011)
62. Rodrigo Chamoun (2011/2012)
63. Theodorico Ferraço (2012/2013)
64. Theodorico Ferraço (2013/2015)
65. Theodorico Ferraço (2015/2017)
66. Erick Musso (2017-hoje)